# Giovanni di Gotia
Giovanni di Gotia (Partenit, ... – Amastrida, ...; fl. VIII secolo) è stato un vescovo e santo goto, vescovo di Gotia e Metropolita di Doros, una roccaforte dei Goti di Crimea, a metà dell'VIII secolo.
Nel 787 Giovanni guidò una rivolta contro il dominio dei Cazari sulla Gotia. La guarnigione cazara ed il tudun vennero espulsi da Doros, ma tornarono in città riconquistandola in meno di un anno. Giovanni venne imprigionato ad Itil per qualche tempo prima di essere rilasciato.
È venerato come santo dalla Chiesa ortodossa, e la sua festa ricorre il 19 maggio e il 26 giugno.

## Fonti
- Aleksandr A. Vasiliev, The Goths in the Crimea, Cambridge, MA: The Mediaeval Academy of America, 1936